# Trichoridia cuprescens
Trichoridia cuprescens är en fjärilsart som beskrevs av George Francis Hampson 1905. Trichoridia cuprescens ingår i släktet Trichoridia och familjen nattflyn. Inga underarter finns listade i Catalogue of Life.